# Arthur Becker
Arthur C. „Art” Becker (ur. 12 stycznia 1942 w Akron) – amerykański koszykarz, występujący na pozycji skrzydłowego, po zakończeniu kariery sportowej trener koszykarski.
W latach 1981–1983 był trenerem tenisa na Scottsdale Community College. Od 2005 do 2011 roku był prezydentem NJCAA, piastował też stanowisko dyrektora oraz radnego regionu I Valley of the Sun Bowl NJCAA.

## Osiągnięcia
Na podstawie, o ile nie zaznaczono inaczej.
NCAA
- Uczestnik:
  - rozgrywek Elite Eight turnieju NCAA (1963)
  - turnieju NCAA (1962–1964)
- Mistrz sezonu regularnego konferencji WAC (1963, 1964)
- Zaliczony do:
  - I składu:
    - konferencji Western Athletic (WAC – 1963)
    - All-Academic konferencji WAC (1962–1964)

  - II składu konferencji WAC (1964)
  - PAC 12 Basketball Hall of Honor (2015)
  - Galerii Sław Sportu uczelni Arizona State (1989)

ABA
- Mistrz ABA (1970)[2]
- Uczestnik meczu gwiazd ABA (1968, 1972)[3][4][5]